# Spodoptera
Spodoptera és un gènere de lepidòpters ditrisis de la família dels noctúids (Noctuidae). Algunes espècies són plagues en diversos cultius, com per exemple Spodoptera frugiperda, que ataca principalment al blat de moro (Zea mays) i al cotó (Gossypium), entre d'altres.

## Taxonomia
- Spodoptera abyssinia Guenée, 1852
- Spodoptera albula (Walker, 1857)
- Spodoptera androgea (Stoll, [1782])
- Spodoptera angulata (Gaede, 1935)
- Spodoptera apertura (Walker, 1865)
- Spodoptera cilium Guenée, 1852
- Spodoptera compta (Walker, 1869)
- Spodoptera connexa (Wileman, 1914)
- Spodoptera depravata (Butler, 1879)
- Spodoptera dolichos (Fabricius, 1794)
- Spodoptera eridania (Cramer)
- Spodoptera evanida Schaus, 1914
- Spodoptera excelsa Rougeot & Laporte, 1983
- Spodoptera exempta (Walker, [1857])
- Spodoptera exigua (Hübner, [1808])
- Spodoptera fasciculata (Berio, 1973)
- Spodoptera frugiperda (Smith, 1797)
- Spodoptera hipparis (Druce, 1889)
- Spodoptera latifascia (Walker, 1856)
- Spodoptera littoralis (Boisduval, 1833)
- Spodoptera litura (Fabricius, 1775)
- Spodoptera malagasy Viette, 1967
- Spodoptera marima (Schaus, 1904)
- Spodoptera mauritia (Boisduval, 1833)
- Spodoptera ochrea (Hampson, 1909)
- Spodoptera ornithogalli (Guenée, 1852)
- Spodoptera pecten Guenée, 1852
- Spodoptera pectinicornis (Hampson, 1895)
- Spodoptera peruviana (Walker, 1865)
- Spodoptera picta (Guérin-Méneville, [1838])
- Spodoptera praefica (Grote, 1875)
- Spodoptera pulchella (Herrich-Schäffer, 1868)
- Spodoptera roseae (Schaus, 1923)
- Spodoptera semiluna (Hampson, 1909)
- Spodoptera teferii Laporte, 194
- Spodoptera triturata (Walker, [1857])
- Spodoptera umbraculata (Walker, 1858)